# رج وایت
رج وایت (انگلیسی: Reg White؛ ۲۸ اکتبر ۱۹۳۵ – ۲۷ مهٔ ۲۰۱۰) «رجینالد جیمز وایت» قایق‌ساز انگلیسی، ملوان، قهرمان المپیک و قهرمان جهان در رشته قایق‌رانی بود. او در بازی‌های المپیک تابستانی ۱۹۷۶ مونترال با جان آزبورن در تورنادو کلاس مدال طلا گرفت.